# Катаево (Шекснинский район)
Катаево — деревня в Шекснинском районе Вологодской области.
Входит в состав сельского поселения Домшинского, с точки зрения административно-территориального деления — в Домшинский сельсовет.
Расстояние по автодороге до районного центра Шексны — 35 км, до центра муниципального образования Нестерово — 5 км. Ближайшие населённые пункты — Великое, Спицы, Белое.
По переписи 2002 года население — 24 человека (9 мужчин, 15 женщин). Всё население — русские.